# 圭山煤矿
圭山煤矿是云南省石林彝族自治县的一座煤矿，位于圭山镇老圭山山脉东麓矣马河畔，距离县城东南51千米，海拔1,816米。圭山煤矿属于滇东煤田南部煤田区，是云南省重要的煤焦产地之一，也是昆明市唯一的煤焦产地。历史上为小矿井，1958年红河州矿务局组建圭山煤矿，1965年改属云南省煤炭工业厅，因建在圭山东麓故名。井地范围长4.2千米，宽0.6千米，煤层厚度14至15米，已探明1,354万吨，远景储量超过亿吨，煤质中等，硫、磷含量低，可炼优质焦炭，使用半机械化生产，供应昆明及滇南厂矿工业用炭。圭山煤矿共有10对矿井，其中云南东源石林煤业有限公司4对，石林县管辖矿井6对。各矿井均在推进转型升级工作。